# Xenerpestes
A Xenerpestes a madarak (Aves) osztályának verébalakúak (Passeriformes) rendjébe és a fazekasmadár-félék (Furnariidae) családjába tartozó nem, amely Közép- és Dél-Amerikában őshonos.

## Rendszerezés
A családon belül a legközelebbi rokona a Metopothrix nembe tartozó Metopothrix aurantiacus.
A nembe az alábbi 2 faj tartozik:
- Xenerpestes minlosi
- Xenerpestes singularis

## Külső hivatkozás
- Képek az interneten a fajról